# 埃斯帕托 (加利福尼亞州)
埃斯帕托（英語：Esparto）是位於美國加利福尼亞州優洛縣的一個人口普查指定地區。

## 地理
埃斯帕托的座標為38°41′35″N 122°01′08″W / 38.69306°N 122.01889°W，而該地最高點為海拔高度58米（即190英尺）。

## 人口
根據2010年美國人口普查的數據，埃斯帕托的面積為5.226平方千米，當中陸地面積為25.226平方千米，而水域面積為0.000平方千米。當地共有人口3108人，而人口密度為每平方千米594人。